# Arnaldo Rodríguez Lazo
Arnaldo Amadeo Rodríguez Lazo fue un abogado y político chileno del siglo XX. 

## Biografía
Debido al trabajo de su padre, nació en Lebu el 22 de noviembre de 1900, como hijo de Amadeo Rodríguez y Valdés y de María Sara Lazo y Oportot. Fue hermano de Raúl Rodríguez Lazo, dirigente del Partido Conservador y Ministro de Tierras y Colonización del Gobierno del General Carlos Ibáñez del Campo.
Hizo sus estudios en el Liceo de Linares y en el Seminario de Talca. Luego, ingresó a estudiar Derecho en la Universidad de Chile. Su tesis se tituló "El Servicio Militar obligatorio", recibiéndose como abogado en 1930. Falleció en Santiago el 2 de noviembre de 1979.

## Trayectoria privada y pública
Fue militante del Partido Agrario Laborista, del que fue uno de los miembros fundadores. Se desempeñó como secretario general, director general y presidente del 2º distrito de Santiago del partido.
Fue elegido diputado de la República de Chile, por la Séptima Agrupación Departamental de Santiago, Segundo Distrito, período 1949-1953; fue diputado reemplazante en la Comisión Permanente de Gobierno Interior; en la de Educación Pública e integró la Comisión Permanente de Trabajo y Legislación Social; y la de Policía y Reglamento.
Reelecto diputado de la República de Chile, por la misma Agrupación Departamental y Distrito, período 1953-1957; integrando la Comisión Permanente de Gobierno Interior; y la de Policía Interior y Reglamento.

## Familia
Contrajo matrimonio en Santiago de Chile en 1950 con Adriana de Beaumont Portales, hija de Juan Luis de Beaumont y White y de María Teresa Portales y de las Cuevas (la que era nieta paterna de Manuel Portales y Fernández de Palazuelos y bisnieta materna-paterna de Pedro de las Cuevas y Guzmán). Después de su divorcio, contrajo matrimonio con Lilly Judith Martínez Betancourt, con quien tuvo un solo hijo llamado Luis Fernando Rodríguez Martínez.